# 夢のENDはいつも目覚まし!
「夢のENDはいつも目覚まし!」（ゆめのエンドはいつもめざまし!）は、1992年11月26日に発売されたB.B.クィーンズ6枚目のシングル。

## 解説
前作「ドレミファだいじょーぶ」より約11カ月ぶりのシングル。表題曲はテレビ朝日系アニメ『クレヨンしんちゃん』の2代目オープニングテーマ（1992年10月12日から1993年7月5日放送分まで）として使用され、アニメとのタイアップはフジテレビ系アニメ『ちびまる子ちゃん』の「おどるポンポコリン」以来である。
このシングルを最後にグループは2011年まで活動を休止することになる。
テレビサイズでは冒頭のサビ部分が大幅に編集されていた。
日本海テレビで放送している『ガンバレルーヤの週末移住バラエティ 冠ルーヤ』のテーマ曲としても使用されている。
カップリングの「君には愛が溢れてる」はアルバム未収録。カセットテープ版のみオリジナル・カラオケが収録されている。

## 収録曲
（全編曲：葉山たけし）
CD
1. 夢のENDはいつも目覚まし!
作詞：長戸大幸、作曲：織田哲郎
2. 君には愛が溢れてる
作詞・作曲：勝誠二
3. 夢のENDはいつも目覚まし!（オリジナル・カラオケ）

カセットテープ
- A面

1. 夢のENDはいつも目覚まし!
2. 夢のENDはいつも目覚まし!（オリジナル・カラオケ）

- B面

1. 君には愛が溢れてる
2. 君には愛が溢れてる（オリジナル・カラオケ）

## 収録アルバム
- complete of B.B.QUEENS at the BEING studio (#1)
- BEST OF BEST 1000 B.B.クィーンズ (#1)
- おてんこもり テレビ朝日系アニメ「クレヨンしんちゃん」テーマソング集 (#1)
- ザ・ミレニアム・オブ クレヨンしんちゃん ベスト・ヒット・シングル・ヒストリー  (#1)
- クレヨンしんちゃん スーパー・ベスト30曲入りだゾ(#1)
- クレヨンしんちゃん TV・映画 主題歌集だゾ (#1)
- クレヨンしんちゃん主題歌CD 〜きかなきゃソン、ソン、そんぐfor you〜 (#1)
- プリッと!こんぷりーと クレヨンしんちゃん30周年記念テーマソング集[1] (#1)
- ROYAL STRAIGHT B.B.QUEENS (#1 Royal Straight Version)

## B.B.かまってちゃんのシングル
「夢のENDはいつも目覚まし!」（ゆめのエンドはいつもめざまし）は、B.B.かまってちゃんのシングル。

### 解説
神聖かまってちゃんが「夢のENDはいつも目覚まし!」をライブのSEとして流していたことから自らがB.B.クィーンズと同曲を歌うことを実現した。本作を引っ提げてB.B.クィーンズと神聖かまってちゃんの対バンライブツアーを実施した。カップリング2曲は片方のバンドがもう片方の楽曲をカバーするというもの。

### 収録曲
1. 夢のENDはいつも目覚まし! [3:26]
作詞：長戸大幸、作曲：織田哲郎、編曲：増崎孝司
2. ロックンロールは鳴りやまないっ（B.B.クィーンズVer.） [3:52]
作詞・作曲：の子、編曲：増崎孝司
3. ドレミファだいじょーぶ（神聖かまってちゃんVer.） [4:14]
作詞：長戸大幸、作曲：織田哲郎、編曲：神聖かまってちゃん

## カバー
夢のENDはいつも目覚まし!
- 山野さと子 & 大滝秀則（日本コロムビア版カバー音源。同社のアニメソング・子供向け楽曲コンピレーション・アルバムに収録）